# John D. Dunning
John Daniel Dunning (* 5. Mai 1916 in Los Angeles; † 25. Februar 1991 in Santa Monica, Kalifornien) war ein US-amerikanischer Filmeditor.

## Leben
John D. Dunning stand ab 1947 bei MGM als Editor unter Vertrag, wo er fortan mit einer Reihe von namhaften Regisseuren zusammenarbeitete, darunter Richard Thorpe, George Sidney, Mervyn LeRoy und Joseph L. Mankiewicz.
1950 erhielt Dunning seine erste Oscar-Nominierung in der Kategorie Bester Schnitt für William A. Wellmans Kriegsfilm Kesselschlacht (Battleground, 1949). Er musste sich jedoch Harry W. Gerstad für Zwischen Frauen und Seilen (Champion, 1949) geschlagen geben. Zehn Jahre später erhielt er zusammen mit Ralph E. Winters die begehrte Trophäe für William Wylers preisgekröntes Monumentalepos Ben Hur (Ben-Hur, 1959).
In den 1960er Jahren wirkte John D. Dunning fast ausschließlich bei US-amerikanischen Fernsehserien mit. 1970 zog er sich aus dem Showgeschäft zurück.

## Filmografie (Auswahl)
- 1947: Bezaubernde Lippen (This Time for Keeps) – Regie: Richard Thorpe
- 1947: Liebe in Fesseln (Cass Timberlane) – Regie: George Sidney
- 1948: Dr. Johnsons Heimkehr (Homecoming) – Regie: Mervyn LeRoy
- 1948: Die unvollkommene Dame (Julia Misbehaves) – Regie: Jack Conway
- 1949: Kesselschlacht (Battleground) – Regie: William A. Wellman
- 1950: Wilde Jahre in Lawrenceville (The Happy Years) – Regie: William A. Wellman
- 1951: Mississippi-Melodie (Show Boat) – Regie: George Sidney
- 1951: Colorado (Across the Wide Missouri) – Regie: William A. Wellman
- 1952: Gefährten des Grauens (The Wild North) – Regie: Andrew Marton
- 1953: Julius Caesar – Regie: Joseph L. Mankiewicz
- 1953: Sprung auf, marsch, marsch! (Take the High Ground!) – Regie: Richard Brooks
- 1954: Symphonie des Herzens (Rhapsody) – Regie: Charles Vidor
- 1954: Verraten (Betrayed) – Regie: Gottfried Reinhardt
- 1954: Damals in Paris (The Last Time I Saw Paris) – Regie: Richard Brooks
- 1955: Unterbrochene Melodie (Interrupted Melody) – Regie: Curtis Bernhardt
- 1955: Die zarte Falle (The Tender Trap) – Regie: Charles Walters
- 1956: Der Schwan (The Swan) – Regie: Charles Vidor
- 1957: Das Land des Regenbaums (Raintree County) – Regie: Edward Dmytryk
- 1958: Die Brüder Karamasow (The Brothers Karamazov) – Regie: Richard Brooks
- 1959: Ben Hur (Ben-Hur) – Regie: William Wyler
- 1960: Cimarron – Regie: Anthony Mann

## Auszeichnungen
- 1950: Eine Oscar-Nominierung in der Kategorie Bester Schnitt für Kesselschlacht
- 1969: Oscar in der Kategorie Bester Schnitt zusammen mit Ralph E. Winters für Ben Hur